# Rolf Larcher
Rolf Larcher (født 9. juni 1934 i Meilen, Schweiz, død 5. marts 2024) var en schweizisk roer.
Larcher vandt bronze i dobbeltsculler ved OL 1960 i Rom (sammen med Ernst Hürlimann). I finalen blev de besejret af tjekkoslovakerne Václav Kozák og Pavel Schmidt, som vandt guld, samt af Aleksandr Berkutov og Jurij Tjukalov fra Sovjetunionen, som tog sølvmedaljerne.

## OL-medaljer
- 1960:  Bronze i dobbeltsculler